# Carex sinomairei
Carex sinomairei är en halvgräsart som beskrevs av Augustin Abel Hector Léveillé. Carex sinomairei ingår i släktet starrar, och familjen halvgräs. Inga underarter finns listade i Catalogue of Life.